# Andito
Els anditos són uns embotits típics de la Vall d'Aran, i és un dels primers productes obtinguts de la matança del porc i està feta a partir de carn del cap, cotnes (codenes), cors, ronyons (arnells), freixura (corada) i sang.
Tenen forma cilíndrica, enfilada, dividida en diferents porcions amb un calibre d'aproximadament 45 mm cadascun, presenten un color fosc entre marró i vermellós, i tenen un gust intens. Durant força anys els anditos es van deixar de fer, però a mitjans del 1990 alguns carnissers de Bossost i Vielha van recuperar aquesta elaboració i des d'aleshores la comercialitzen. La primera setmana del mes de desembre, se celebra a Bossost La setmana del andito, una mostra gastronòmica en què participen diversos restaurants i bars del poble que cuinen plats amb anditos.